# Chrysometa buga
Chrysometa buga là một loài nhện trong họ Tetragnathidae.
Loài này thuộc chi Chrysometa. Chrysometa buga được Herbert W. Levi miêu tả năm 1986.